# Imperial Chemical Industries
Imperial Chemical Industries (ICI) foi uma empresa química britânica com sede em Londres. Fabricava corantes e produtos químicos especiais (incluindo aditivos alimentares, polímeros especiais, materiais eletrônicos e flavorizantes) ICI chegou a contar com 32 mil trabalhadores e gerava em 2005 uns 5,8 bilhões de libras.
Em 2007 foi vendida a Akzo Nobel por 8,05 bilhões de libras (aproximadamente 12 bilhões de euros), que em seguida vendeu em torno de 25% da empresa a Henkel e integrou o restante do capital.